# Олисе, Секу
Секу Джабате Олисе (англ. Sekou Jabateh Oliseh; 5 июня 1990, Монровия, Либерия) — либерийский футболист, полузащитник.

## Биография
Секу Джабате родился в Либерии. В 2002 году из-за гражданской войны он вместе с семьёй бежал в Нигерию, где провёл некоторое время в лагере для беженцев. Там он стал заниматься футболом в клубе «Ибидей», который тренировал Черчиль Олисе, усыновивший Секу и давший ему свою фамилию.
В 2006 году футболист перешёл в датский «Мидтьюлланн». За основную команду датчан Секу дебютировал 26 октября 2008 года, всего в общей сложности, он провёл за «Мидтьюлланн» 6 матчей. Летом 2009 года проходил сборы вместе с московским «Локомотивом», однако контракт с «железнодорожниками» так и не заключил.
31 августа 2009 года, в последний день трансферного окна, футболист был взят в аренду московским ЦСКА. За команду дебютировал 4 октября 2009 года в матче против «Кубани» и сразу же отметился голом и результативной передачей. После окончания сезона подписал с ЦСКА контракт на 5 лет «на весьма выгодных для ЦСКА условиях», по словам генерального директора ЦСКА Романа Бабаева.
В августе 2010 года Олисе получил вызов в состав сборной Либерии.
15 августа 2010 года в матче против «Анжи» впервые в своей профессиональной карьере оформил дубль. Позже в матче против «Сибири» Олисе забил гол, который стал победным — 1:0.
Секу Олисе отметился голом в ворота сборной Зимбабве в своём дебютном матче за сборную Либерии (в рамках отборочного турнира к Кубку Африканских наций), установив окончательный счёт — 1:1.
30 января 2013 года на правах аренды перешёл в греческий футбольный клуб ПАОК. Срок арендного соглашения рассчитан до 30 июня 2013 года. В клубе из Салоник Олисе выступал под 99-м номером. 8 июля 2013 года аренду продлили ещё на год.
11 июля 2014 года отправлен в аренду в «Кубань» на полгода. Зимой вернулся в ЦСКА, поскольку тренер «Кубани» Леонид Кучук не видел ему места в составе команды. Московский клуб начал искать варианты трансфера Секу в команду российской премьер-лиги или в Китай. По окончании контракта 30 июня 2015 года покинул ЦСКА.
28 августа 2015 года подписал контракт с катарским клубом «Аль-Гарафа». Выступал в команде до зимнего трансферного окна, сыграл 6 матчей, забил 2 гола, отдал 1 голевую передачу, зимой покинул команду.
26 июня 2016 года Секу Олисе стал игроком китайской команды «Далянь Аэрбин». Однако, он успел сыграть всего 4 игры и результативными действиями не отметился. В апреле 2017 игрок вновь стал свободным агентом.
В 2019 году успешно перенёс операцию на колене в Индии. 17 октября 2020 года подписал контракт с либерийским клубом ЛИСКР.

## Семья
Приёмный отец Секу Черчиль Олисе — тренер, его дяди со стороны отца: Сандей, Азубуике и Игуту — тоже профессиональные футболисты.

## Достижения
ЦСКА
- Серебряный призёр чемпионата России: 2010
- Бронзовый призёр чемпионата России: 2011/12
- Обладатель Кубка России: 2010/11, 2012/13

Кубань
- Финалист Кубка России: 2014/15

### Статистика выступлений за ЦСКА
По состоянию на 9 декабря 2012
| Год     | Чемп.¹ | Чемп.¹ | Кубки ² | Кубки ² | Еврокубки ³ | Еврокубки ³ | Всего | Всего |
| Год     | Игр    | Гол    | Игр     | Гол     | Игр         | Гол         | Игр   | Гол   |
| ------- | ------ | ------ | ------- | ------- | ----------- | ----------- | ----- | ----- |
| 2009    | 5      | 0      | 0       | 0       | 1           | 0           | 6     | 1     |
| 2010    | 16     | 0      | 1       | 0       | 7           | 0           | 24    | 0     |
| 2011/12 | 38     | 0      | 3       | 0       | 7           | 0           | 48    | 0     |
| 2012/13 | 11     | 0      | 2       | 0       | 0           | 0           | 13    | 0     |

В таблице под определёнными столбцами учтены следующие турниры:
- ² Кубок России, Суперкубок России
- ³ Лига чемпионов УЕФА, Лига Европы УЕФА

## Выступления за сборную
| № | Дата            | Оппонент | Счёт | Голы Секу | Соревнование              |
| 1 | 5 сентября 2010 | Зимбабве | 1:1  | 1         | Отборочные матчи КАФ-2012 |
| 2 | 9 октября 2010  | Мали     | 1:2  | -         | Отборочные матчи КАФ-2012 |

Итого: 2 матча / 1 гол; 0 побед, 1 ничья, 1 поражение.